# Ć
C z kreską (majuskuła: Ć; minuskuła: ć) – litera diakrytyzowana alfabetu łacińskiego powstała od litery c posiadająca akcent ostry; piąta litera alfabetu polskiego.

## Historia
Graf pojawił się po raz pierwszy w alfabecie polskim. W języku serbsko-chorwackim ć pojawiło się jako zapożyczenie z alfabetu polskiego w XIX wieku.

## Zastosowanie
Litera występuje w języku polskim, dolnołużyckim, górnołużyckim, saanicz, etnolekcie wilamowskim oraz przy zapisie łacinką serbsko-chorwackiego i białoruskiego.

### Język polski
W języku polskim najczęściej oznacza spółgłoskę zwarto-szczelinową dziąsłowo-podniebienną bezdźwięczną (IPA: [t͡ɕ]), np. w słowie „pięć” (IPA: [pʲjeɲt͡ɕ]) oraz „cień” (IPA: [t͡ɕeɲ]).

### Język białoruski
W łacince białoruskiej oznacza dźwięk [ʦʲ]. Litera odpowiada digrafowi cyrylicznemu Ць.

### Etnolekt wilamowski

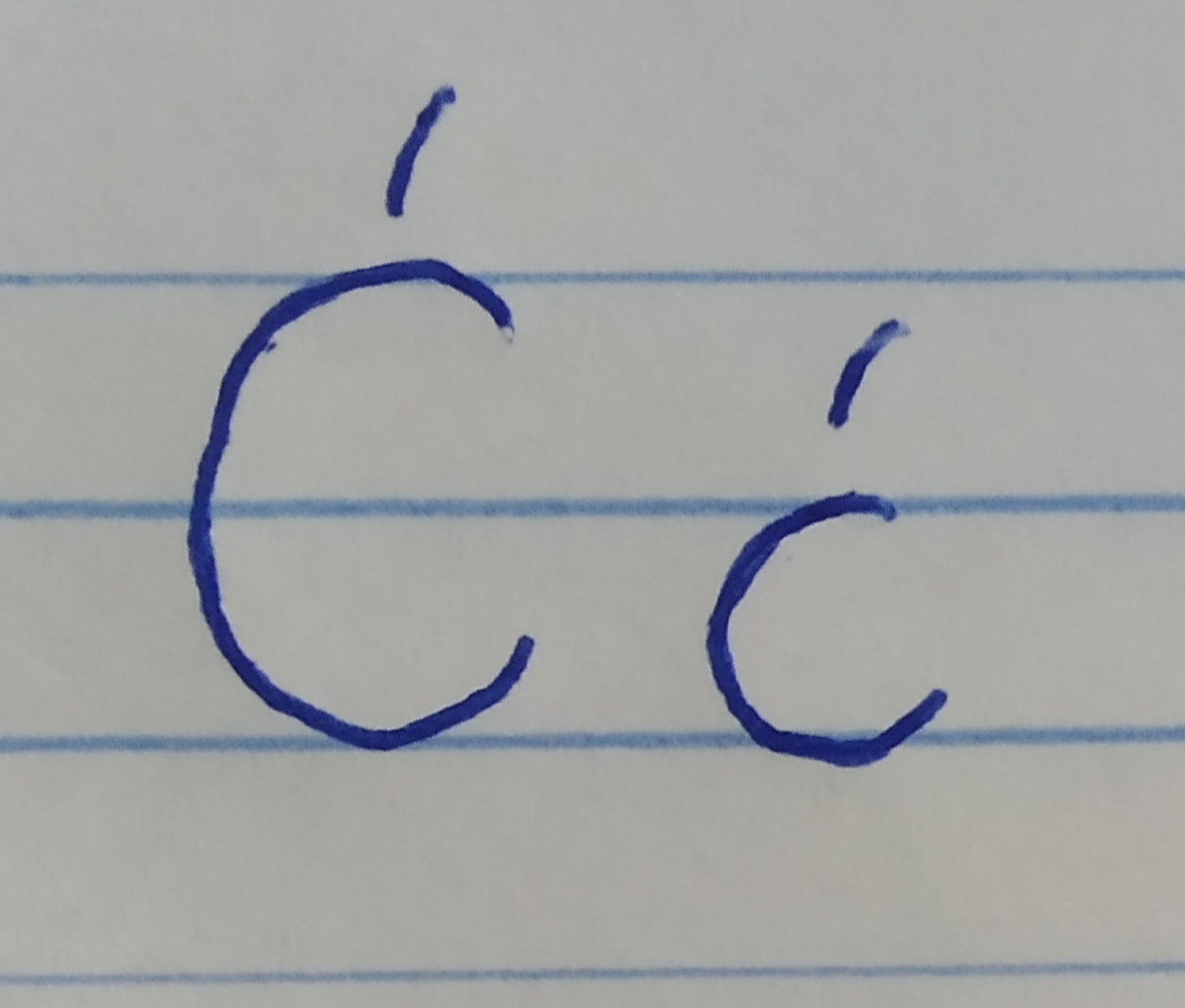
Odręczny zapis litery „ć”

W etnolekcie wilamowskim oznacza dźwięk [t͡ʃ].

### Język serbsko-chorwacki
W języku serbsko-chorwackim ć występuje w zapisie łacińskim oraz wymawiane jest jako /ʨ/, np. w słowie „kuća” (IPA: [kuʨa]) oznaczającym dom.